# Toxic Attraction
Toxic Attraction fue un stable heel de lucha libre profesional de la empresa WWE en las marcas NXT y SmackDown, conformado por Mandy Rose, Gigi Dolin y Jacy Jayne.
Dentro de sus logros está el haber ganado dos veces el Campeonato Femenino en Parejas de NXT (Dolin & Jayne), además del Campeonato Femenino de NXT y el Campeonato Femenino del Reino Unido de NXT (Rose). Fue el primer stable femenino de NXT en ganar todos los títulos en un mismo evento.

## Historia
El 13 de julio en NXT, Mandy Rose tuvo una aparición especial en NXT, donde presenció la lucha entre Sarray y Gigi Dolin, donde esta última salió derrotada. A la semana siguiente en NXT, Rose nuevamente apareció en el ringside durante el encuentro entre Jacy Jayne y Franky Monet, donde ésta venció a Jayne. A partir de ese entonces, Dolin y Jayne formaron un equipo mientras que Rose seguía rondando por NXT. El 24 de agosto en NXT, Dolin y Jayne perdieron ante Kacy Catanzaro y Kayden Carter. Después de la lucha tras bastidores, apareció Rose con intenciones de ayudarlas.
El 31 de agosto en NXT, Mandy tuvo su lucha de regreso en NXT frente a Sarray, pero perdió por conteo fuera debido a que recibió una patada en la cara, por lo que fue inmediatamente retirada por Dolin y Jayne (kayfabe). A la semana siguiente, Rose apareció (con un protector facial) junto a Dolin y Jayne para atacar a Kacy Catanzaro, a Kayden Carter y a las Campeonas Femeninas en Parejas de NXT Io Shirai y Zoey Stark, estableciéndose como un stable heel.
El 14 de septiembre en el estreno de NXT 2.0, Dolin y Jayne se enfrentaron a Carter y Catanzaro donde terminó en descalificación debido a que Rose interfirió a favor de sus compañeras. Durante el ataque, Rose reveló su nuevo atuendo y look. Esa misma noche, Rose, Dolin y Jayne derrotaron a Catanzaro, Carter y Sarray. La semana siguiente, el trío se autodenominó como Toxic Attraction donde se formaron a partir de la falta de oportunidades dentro de la división femenina de NXT. Tras esto, comenzó la búsqueda de oportunidades para el trío.
El 28 de septiembre en NXT 2.0, Dolin y Jayne se enfrentaron a las Campeonas femeninas en Parejas de NXT Io Shirai y Zoey Stark a una lucha titular, donde no lograron ganar. Esa misma noche, el trío apareció después de la lucha entre la Campeona Femenina de NXT Raquel González y Franky Monet en una lucha titular, pero comenzaron por atacar a Monet y a sus acompañantes Robert Stone y Jessi Kamea para luego ir contra González. A raíz de esto, Rose comenzó una rivalidad con González mientras que Dolin y Jayne fueron contra Shirai y Stark, todas ellas en base a los títulos respectivamente.
En NXT Halloween Havoc, Dolin y Jayne derrotaron a Shirai & Stark, e Indi Hartwell & Persia Pirotta en un Scareway to Hell Ladder Match, ganando los Campeonatos Femeninos en Parejas de NXT. Esa misma noche, Rose derrotó a González en un Trick or Street Fight, ganando el Campeonato Femenino de NXT, siendo Toxic Attraction el primer stable femenino en ganar todos los títulos en un mismo evento y en su primera vez.
En el Kick-Off de NXT: Stand & Deliver, Dolin & Jayne fueron derrotadas por Dakota Kai & Raquel González perdiendo los Campeonato Femenino en Parejas de NXT, mientras más tarde ese mismo día, Rose si logró retener el Campeonato Femenino de NXT tras vencer a Cora Jade, Kay Lee Ray e Io Shirai en una Fatal 4-Way match. 3 días después en NXT 2.0, Dolin & Jayne derrotaron a Kai & González ganando el Campeonato Femenino en Parejas de NXT por segunda vez; durante el combate, Wendy Choo quiso distraerlas pero fue atacada por Rose, comenzando un feudo contra Choo. En Spring Breakin', fueron parte de segmentos de camino a la playa, primero Rose fue a broncearse pero Wendy Choo subió la temperatura, causándole un color rojo, posteriormente Dolin & Jaynes fueron dejadas sin su camioneta, debido a que Choo & Roxane Pérez se llevaron su camioneta como parte de las bromas de Choo. Rose retuvo exitosamente el título contra Choo en NXT In Your House de junio. En el mismo evento, Dolin y Jayne retuvieron contra Spitfire Warriors (Katana Chance & Kayden Carter). 
No obstante, ambas perderían los títulos en The Great American Bash ante Cora Jade y Roxxane Perez, poniendo fin a su segundo reinado a los 91 días. La semana siguiente, Rose retuvo el Campeonato Femenino de NXT contra Perez debido a las interferencias de sus compañeras y de Jade, quien se convirtió en heel. Dos semanas después, en el episodio del 2 de agosto de NXT, Dolin y Jayne no pudieron ganar el Campeonato de Parejas Femenino de NXT vacante en una Fatal-4 Way Elimination match. En el episodio del 19 de agosto de SmackDown, Dolin y Jayne hacen su debut derrotando a Sonya Deville y Natalya para avanzar a las semifinales del Campeonato Femenino en Parejas de la WWE contra Raquel Rodríguez y Aliyah. En los momentos finales, tras un digno combate, Natalya intentó someter a Dolin bajo el Sharpshooter, pero cuando lo estaba preparando, Jayne la sorprendió y aplicó un Roll-Up para llevarse el triunfo. Sin embargo, fueron eliminadas de la siguiente ronda debido a una lesión de Dolin.
En NXT World Collide, Rose derrotó a la Campeona Femenina de NXT UK Meiko Satomura y Blair Davenport en una triple amenaza para unificar ambos campeonatos.
En el episodio del 13 de diciembre de 2022 de NXT, Rose perdió su título ante Roxanne Perez, poniendo fin a su reinado de 413 días. Al día siguiente, la WWE liberó a Rose de su contrato debido a unas filtraciones de fotos de una página en la que ella realizaba contenido privado. Por ende, fue desvinculada de Toxic Attraction. El 10 de enero en NXT: New Year's Evil Dolin & Jayne ganarían un Women's Battle Royal al estas dos caer al mismo tiempo del cuadrilátero. Formándose así, una triple amenaza por el campeonato femenil que ostentaba la entonces campeona Roxanne Perez. Durante las siguientes semanas, Dolin & Jayne tendrían enfrentamientos entre ellas mismas por lo cual en el episodio del 24 de enero de 2023 en NXT tendrían un segmento entre las contendientes y la campeona, finalizando con Dolin & Jayne uniendo fuerzas atacando a Perez y confirmando que se trataba de un señuelo la enemistad entre estas.
En NXT: New Year's Evil el 10 de enero de 2023, Dolin y Jayne fueron declaradas ganadoras de una batalla real de 20 mujeres después de eliminarse entre sí simultáneamente, ganando un combate por el Campeonato Femenino de NXT contra Pérez en un combate de triple amenaza en NXT Vengeance Day, en el que ambas mujeres no lograron ganar el título. Tres días después, en la edición de NXT del 7 de febrero de 2023, durante el segmento «Ding Dong, Hello!», presentado por Bayley, Jayne se volvió contra Dolin, atacándola, terminando así con Toxic Attraction en su totalidad y, como resultado, Dolin volviéndose face en el proceso.

## Campeonatos y logros
- WWE
  - NXT Women's Championship (1 vez) - Rose
  - NXT UK Women's Championship (1 vez, última) - Rose
  - NXT Women's Tag Team Championship (2 veces) - Dolin & Jayne

- Golden Wrestling Awards
  - Women's Tag Team of the Year (2022)

- Pro Wrestling Illustrated
  - Situada en el Nº14 en el PWI Tag Teams 100 en 2022.[7][8]